# 강원생명과학고등학교
강원생명과학고등학교(江原生命科學高等學校)는 대한민국 강원특별자치도 춘천시 사농동에 소재한 강원특별자치도립 고등학교이다.

## 학교 연혁
- 1910년 4월 29일 : 공립 춘천실업학교 개교
- 1911년 2월 1일 : 춘천공립농업학교로 교명 변경
- 1912년 3월 20일 : 제1회 졸업식 거행(18명 졸업)
- 1939년 4월 7일 : 약사교사에서 현 위치로 교사 이전
- 1948년 8월 14일 : 도립 춘천농업대학부속 농업중학교(6년제)로 교명 변경
- 1951년 8월 31일 : 춘천농업고등학교로 교명 변경
- 1991년 3월 1일 : 춘천농공고등학교로 교명 변경
- 2001년 3월 1일 : 학칙변경(총 27학급)
- 2006년 10월 4일 : 특성화학과 지정(바이오식품가공과)
- 2010년 4월 29일 : 개교 100주년
- 2014년 3월 1일 : 소양고등학교로 교명 변경
- 2022년 12월 30일 : 제110회 졸업식 거행 80명 졸업(연 15,559명 졸업)
- 2023년 3월 1일 : 강원생명과학고등학교로 교명 변경
- 2023년 3월 1일 : 학과 개편 및 학급 감축
- 2023년 3월 1일 : IOT그린전기차과를플라워가드닝과로, 스마트전기전자과를 반려동물케어과로, 바이오식품가공과를 카페N디저트과로 개편
- 2023년 3월 1일 : 스마트팜도시농업과 2학급을 1학급으로 감축
- 2023년 3월 2일 : 제113회 입학식 기행(입학생 77명)
- 2024년 9월 1일 : 제32대 김지영 교장 부임

## 설치 학과
- 플라워가드닝과
- 반려동물케어과
- 카페N디저트과
- 스마트팜도시농업과

## 참고 자료
- 강원생명과학고등학교 - 한국교육학술정보원 학교알리미